# Смит, Маллекс
Маллекс Лиделл Смит (англ. Mallex Lydell Smith, 6 мая 1993, Таллахасси) — американский бейсболист, аутфилдер команды МЛБ «Сиэтл Маринерс». 

## Карьера

### Ранние годы
Родился в Таллахасси, Флорида. Один из четырёх детей в семье Майкла и Лоретты Смитов. Учился в старшей школе имени Джеймса Рикардса, кроме бейсбола играл за школьную команду по американскому футболу на позиции сэйфти.

### Начало карьеры в МЛБ
На драфте 2011 года был выбран «Милуоки Брюэрс» в 13-м раунде, но подписывать контракт с командой Смит не стал и провёл год в колледже Санта-Фе. В единственном сезоне в студенческом бейсболе он отбивал с процентом 38,0, а также заработал 17 RBI и украл 31 базу.
В 2012 году он был повторно выбран в пятом раунде драфта клубом «Сан-Диего Падрес». Смит подписал с клубом свой первый профессиональный контракт на 375 000 долларов и дебютировал в лиге новичков.
Сезон 2013 Смит начал в команде «Форт-Уэйн ТинКэпс». В 110-и сыгранных матчах он украл 64 базы, став лучшим в лиге по этому показателю. В 2014 году Смит играл за «Форт-Уэйн» и «Лейк-Элсинор Сторм».

### Атланта Брэйвз
19 декабря 2014 года «Падрес» обменяли Смита в «Атланту». Приглашение на весенние предсезонные сборы он получил не имея опыта игры даже в лига AA. В 2015 году Смит играл в системе «Атланты» за «Миссисипи» и «Гвинетт». В 126-и сыгранных матчах он отбивал с процентом 30,6 и украл 57 баз, сделав 70 попыток. По итогам 2015 года Смит и Тайрелл Дженкинс были названы самыми перспективными игроками фарм-системы «Брэйвз».
В апреле 2016 года Маллекса перевели в основной состав «Атланты» вместо внесённого в список травмированных Эндера Инсиарте. На следующий день он дебютировал в МЛБ, выйдя на позицию центрфилдера на игру против «Вашингтон Нэшионалс». В дебютной игре Смит сделал сингл в четвёртом иннинге, а при попытке украсть базу упал и получил рассечение, после чего был заменён. 20 июня питчер «Нью-Йорк Метс» Антонио Бастардо при подаче попал мячом в Маллекса, для которого это закончилось переломом пальца. Из-за травмы Смит не играл до сентября. Остаток сезона он провёл в статусе запасного. После завершения регулярного чемпионата МЛБ, Смит до конца 2016 года играл в Мексике и Пуэрто-Рико, восстанавливая форму после травмы.

### Тампа-Бэй Рэйс
11 января 2017 года после серии обменов Маллекс перешёл в «Тампу». Будучи поклонником франшизы «Пятница, 13-е» он хотел взять себе 13-й игровой номер, но тот был занят и Смит остановил свой выбор на номере 0. В одном из интервью Маллекс заявил, что Джейсон Вурхиз олицетворяет его желание стать худшим кошмаров для команд-соперниц. 18 августа Смит был переведён в фарм-клуб «Дарем Буллз», чтобы освободить место в составе восстановившемуся после травмы Кевину Кирмайеру.
В ноябре 2018 года Смит был обменян в «Сиэтл Маринерс».